# مالوري بورديت
مالوري بورديت (بالإنجليزية: Mallory Burdette)‏ مواليد 28 يناير 1991 في ماكون، هي لاعبة كرة مضرب أمريكية سابقة بدأت مسيرتها كمحترفة سنة 2012 وكانت تلعب باليد اليمنى، اعتزلت اللعب في 2014. أعلى تصنيف لها في الفردي كان المركز الـ 68 في سنة 2013. أعلى تصنيف لها في الزوجي كان المركز الـ 292 في سنة 2012.

## النهائيات

### الفردي: 2 (2–0)
| الحصيلة | الرقم | التاريخ        | الدورة                      | الأرضية | المنافس      | النتيجة  |
| الفوز   | 1.    | يوليو 22, 2012 | إيفانسفيل، الولايات المتحدة | صلبة    | دوان ينغينغ  | 6–1, 6–2 |
| الفوز   | 2.    | أغسطس 5, 2012  | فانكوفر, كندا               | صلبة    | جيسيكا بيجلا | 6–3, 6–0 |

### الزوجي 1 (0–1)
| الحصيلة | الرقم | التاريخ        | الدورة                      | الأرضية | الشريك          | المنافس في النهائي   | النتيجة  |
| الوصافة | 1.    | يوليو 22, 2012 | إيفانسفيل، الولايات المتحدة | صلبة    | ناتالي بلاسكوتا | دوان ينغينغ شو يفيان | 6–2, 6–3 |

## الخط الزمني للفردي
مفتاح
| ف | ن | ن.ن | ر.ن | د# | د.م | ل | أ.أ | ت | غ | ب | ف | ذ | م.خ | ل.ت |

(ف) فاز بالبطولة (ن) وصل النهائي (ن.ن) نصف النهائي (ر.ن) ربع النهائي (د#) الأدوار الأربعة الأولى (د.م) دور المجموعات (ل) شارك في كأس ديفيز (أ.أ) خرج من الأدوار الاولى (ت) خسر التصفيات التأهيلية (غ) غاب عن الحدث أو البطولة (ب) حصل على ميدالية برونزية (ف) حصل على ميدالية فضية (ذ) حصل على ميدالية ذهبية (م.خ) بطولة الماسترز خُفضت إلى مرتبة أقل (ل.ت) البطولة لم تعقد في السنة المعينة.
لتجنب الارتباك وازدواجية الحساب، يتم تحديث هذه المعلومات إما في نهاية البطولة، أو عندما تكون مشاركة اللاعب في البطولة قد انتهت.
| دورات الجراند سلام |    |    |  |     |
| أستراليا المفتوحة  | غ  | غ  |  | 0–0 |
| فرنسا المفتوحة     | غ  | د2 |  | 1–1 |
| بطولة ويمبلدون     | غ  | د1 |  | 0–1 |
| أمريكا المفتوحة    | د3 | د1 |  | 2–2 |

## روابط خارجية
- مالوري بورديت على موقع رابطة محترفات التنس (الإنجليزية)
- مالوري بورديت على موقع الاتحاد الدولي لكرة المضرب (الإنجليزية)
- مالوري بورديت على موقع إي إس بي إن.كوم (الإنجليزية)